# Socjaldemokratyczna Partia Robotnicza (Niemcy)

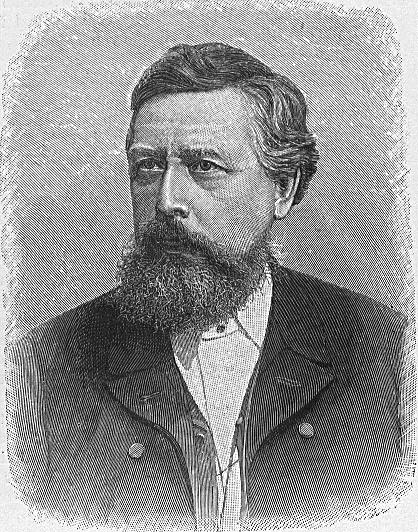
Wilhelm Liebknecht - jeden z założycieli SDAP

Socjaldemokratyczna Partia Robotnicza (niem. Sozialdemokratische Arbeiterpartei, SDAP) – niemiecka partia robotnicza, o programie ukształtowanym na gruncie marksizmu.
Założona została w dniach 7–9 sierpnia 1869 roku w Eisenach, m.in. przez Wilhelma Liebknechta i Augusta Bebela. Poprzednio byli oni członkami Związku Niemieckich Związków Pracowniczych (Verband Deutscher Arbeitervereine) i Powszechnego Niemieckiego Związku Robotników (ADAV) Ferdinanda Lassalle’a. Bebel został pierwszym przewodniczącym SDAP.
Członkowie nowego ugrupowania stali się znani pod nazwą eisenachczyków, od nazwy miasta w którym ugrupowanie to powstało. Ich program otrzymał nazwę Eisenacher Programm. Bebel i Liebknecht pozostawali pod wpływem Karola Marksa i Fryderyka Engelsa i uważali swą partię za „sekcję Międzynarodowego Związku Pracowników”. SDAP, której członkowie zamieszkiwali głównie Saksonię, domagała się demokratyzacji państwa i niemieckiego społeczeństwa.
Organ prasowy partii, który najpierw zatytułowany był Demokratisches Wochenblatt (Dziennik Demokratyczny), a później Der Volksstaat (Państwo Ludowe), ukazywał się trzy razy w tygodniu.
Linie programowe ADAV i SDAP były bardzo do siebie zbliżone, a w 1875 r. obie partie ostatecznie się połączyły, tworząc SAPD, która później stała się działającą do dziś SPD.